# ویرونگا (فیلم)
ویرونگا (انگلیسی: Virunga) فیلمی در ژانر مستند است که در سال ۲۰۱۴ منتشر شد.